# Хусаїново (Абзеліловський район)
Хусаї́ново (рос. Хусаиново, башк. Хөсәйен) — присілок у складі Абзеліловського району Башкортостану, Росія. Входить до складу Халіловської сільської ради.
Населення — 23 особи (2010; 22 в 2002).
Національний склад:
- башкири — 95%